# Edward Bysshe (MP)
Edward Bysshe (falecido em 1655) foi um membro do Parlamento de Inglaterra por Bletchingley eleito em 1624, 1625, 1626, 1628 e abril de 1640. Ele era o pai de Edward Bysshe (1615? –1679).